# Nationaal park West-Bali
Het Nationaal park West-Bali (Taman Nasional Bali Barat) is een nationaal park in Indonesië. Het ligt in het noordwesten van Bali.
Het nationaal park ligt in het noordwesten van Bali. Het park heeft een oppervlakte van 770 km²; ongeveer 10% van Bali's totale oppervlakte. In het noorden omvat het park een 1000 meter lang strand en rifgebied. In het park bevinden zich meerdere habitats, waaronder een savanne, mangrovebos, en gemengd moessonbos. Het centrum van het park wordt gekenmerkt door de overblijfselen van vier vulkanen uit het Pleistoceen.
Er leven ongeveer 160 diersoorten in het park. Tevens komen er bedreigde plantensoorten voor zoals de Pterospermum diversifolium, Antidesma bunius, Lagerstroemia speciosa, Steleochocarpus burahol, Santalum album, Aleuritas moluccana, Sterculia foetida, Schleichera oleosa, Dipterocarpus hasseltii, Garcinia dulcis, Alstonia scholaris, Manilkara kauki, Dalbergia latifolia en Cassia fistula.

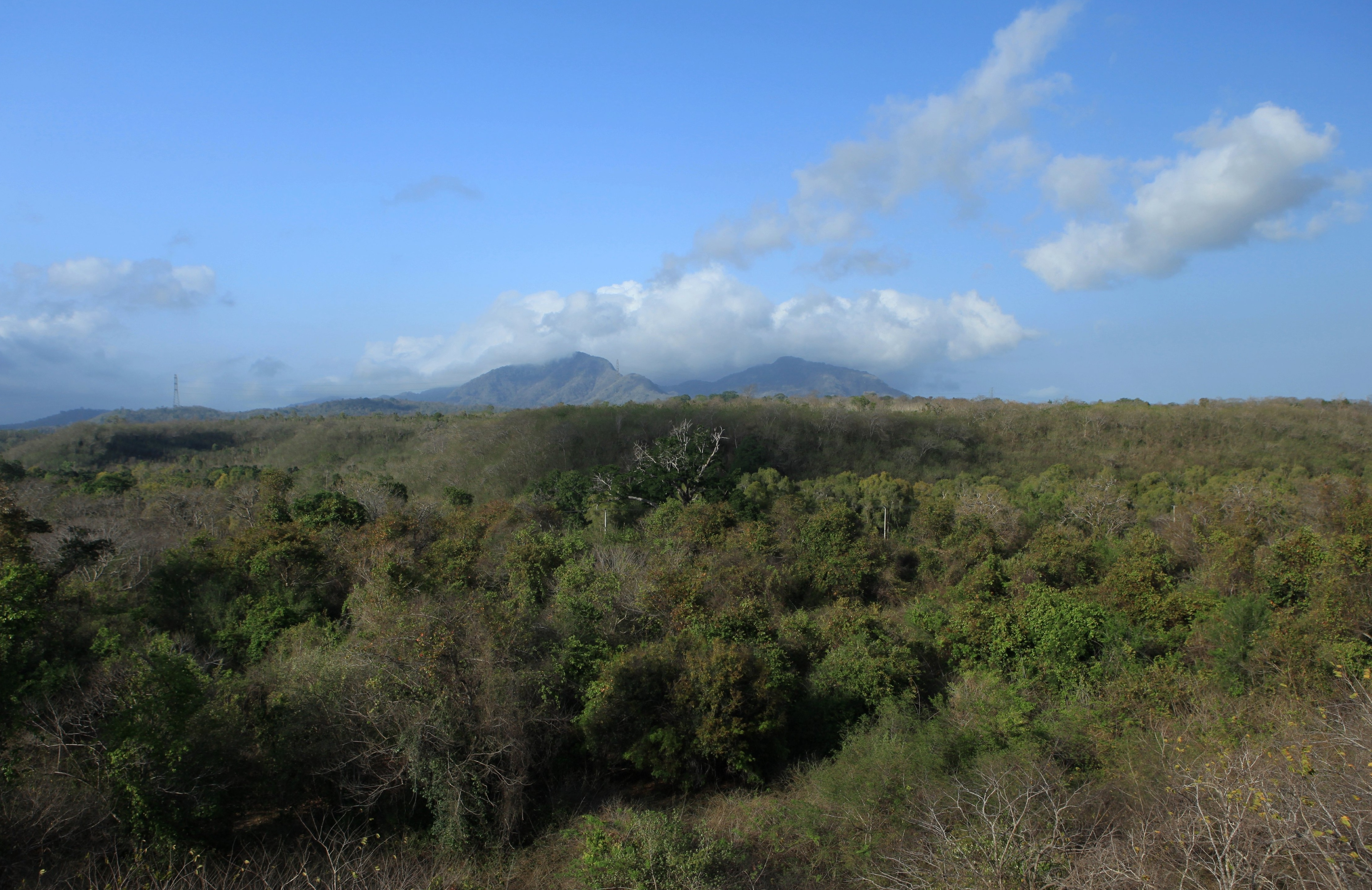
Nationaal park West Bali